# Compsenia area
Compsenia area är en fjärilsart som beskrevs av Herrich-Schäffer. Compsenia area ingår i släktet Compsenia och familjen nattflyn. Inga underarter finns listade i Catalogue of Life.